# Vigeville
Vigeville település Franciaországban, Creuse megyében. Lakosainak száma 164 fő (2022. január 1.). Vigeville Cressat, Jarnages és Pionnat községekkel határos.

## Népesség
A település népessége az elmúlt években az alábbi módon változott:
| Lakosok száma | 139  | 139  | 145  | 140  | 171  | 169  | 164  | 164  | 164  | 164  |
|               | 1968 | 1982 | 1990 | 2006 | 2013 | 2015 | 2017 | 2019 | 2020 | 2022 |